# Syntrichia anderssonii
Syntrichia anderssonii là một loài Rêu trong họ Pottiaceae. Loài này được (Ångström) R.H. Zander miêu tả khoa học đầu tiên năm 1993.